# Benoît Graton
Benoit Graton est un comédien québécois du Canada.

## Biographie
Comédien formé au Conservatoire d'art dramatique de Québec, il est aussi le frère de Vincent Graton et père de Rachel Graton.
De 1987 à 1991, il incarne le fils héritier Jean-François Deschêne de la riche famille Deschêne, dans le téléroman La Maison Deschênes aux côtés d'Andrée Lachapelle, Marie-Josée Caya et Léo Ilial diffusé sur le réseau TQS ,.
Il incarne Michel Bélanger dans la mini série René Lévesque en 1994.
En 1999, il incarne l'enquêteur René Bélanger dans la série Deux Frères. Il joue ensuite le personnage d'Hugo dans Les Aventures de la courte échelle de 1996 à 1997.
De 1999 à 2008, il est Éric dans le sitcom Histoire de filles. Il devient Serge Houle dans la sitcom Ent'Cadieux. Et dans L'or du temps, il incarne Paul Villeneuve.